# Copulante cromogeno
Il copulante cromogeno, o anche solo "copulante", è una sostanza "formatrice di colorante" che, durante lo sviluppo di una pellicola a colori, reagisce col rivelatore formando un colorante.
Ad eccezione della pellicola Kodachrome, in tutte le pellicole a colori attuali, negative o invertibili che siano, i copulanti sono
incorporati nei vari strati dell'emulsione (per questo motivo si parla di pellicole a copulanti incorporati). Questo metodo è stato messo a punto dall'Agfa nel 1936 con la pellicola negativa Agfacolor e con la pellicola invertibile Agfacolor neu e consente di effettuare lo sviluppo cromogeno con un solo rivelatore, in quanto i coloranti si formano simultaneamente in tutti gli strati dell'emulsione. 
Nelle pellicole a copulanti incorporati, nello strato sensibile alla banda del rosso è incorporato un copulante che, durante lo sviluppo, forma il colorante ciano, nello strato sensibile alla banda del verde un copulante che forma il colorante magenta, e nello strato sensibile alla banda del blu un copulante che forma il colorante giallo. Nelle moderne pellicole negative parte dei copulanti è opportunamente colorata in modo che, dopo lo sviluppo, all'immagine negativa (a colori complementari) risulti sovrapposta una maschera che migliora la resa cromatica delle stampe positive.
Nella pellicola invertibile Kodachrome invece gli strati di emulsione non contengono copulanti cromogeni. Questo sono invece incorporati nelle soluzioni di sviluppo. Questo tipo di pellicola fornisce un'immagine estremamente nitida e stabile nel tempo ma richiede un trattamento complesso, il suo sviluppo viene effettuato solo nei laboratori Kodak, in quanto non è possibile incorporare i copulanti in una sola soluzione di rivelatore.